# 杨汉公

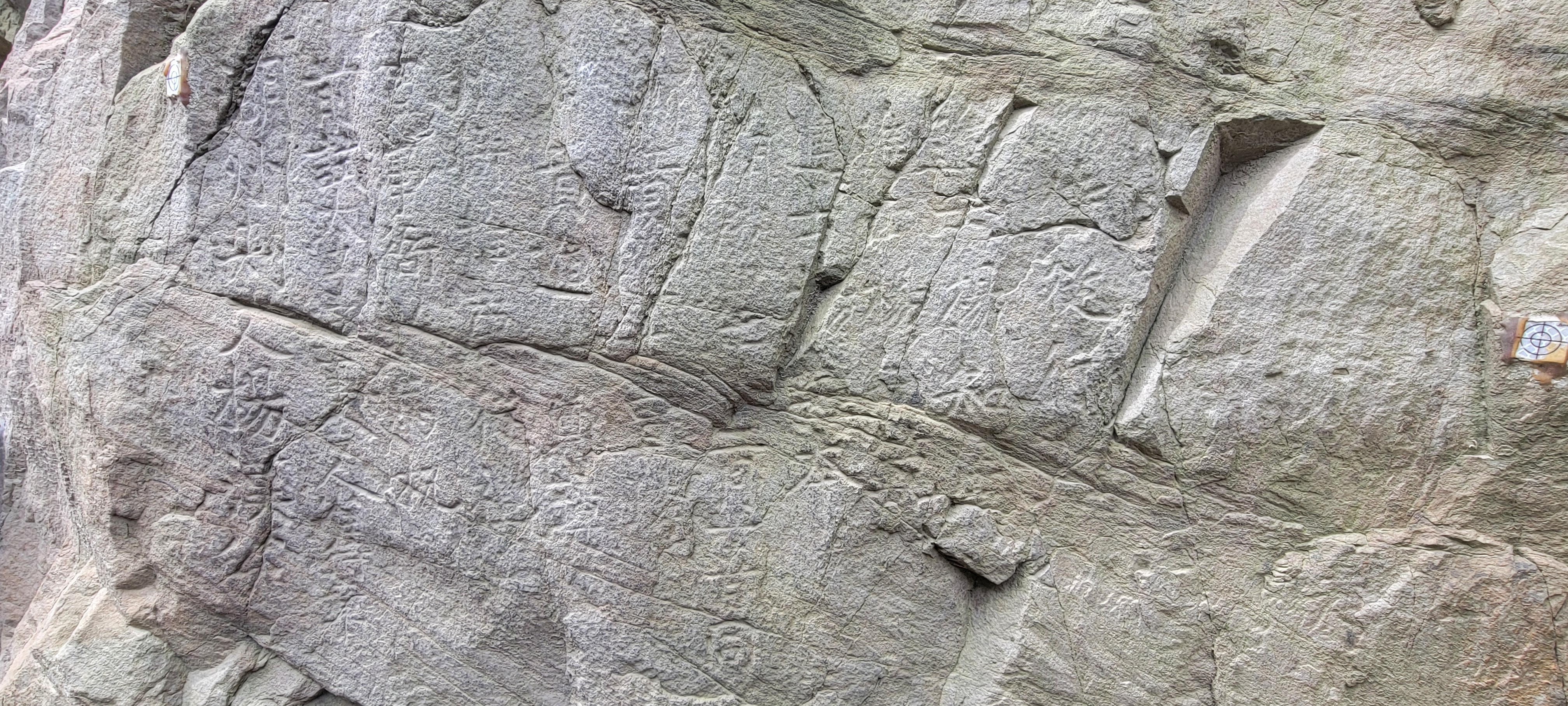
杨汉公于长兴顾渚山霸王潭留下的题名：湖州刺史杨汉公、前试太子通事舍人崔待章、军事衙推马柷、州衙推康从礼、乡贡进士郑璋、乡贡进士贾璘，开成四年三月十五日同游。进士杨知本、进士杨知范、进士杨知俭侍从行。

杨汉公（785年—861年），字用义。虢州弘农（今河南灵宝市）人，唐朝政治人物。
杨宁第三子。杨虞卿之弟。贞元元年（785年）生。元和八年（813年）登進士第，又中書判拔萃，釋褐擔任任兴元府（今陕西南郑县）李绛的幕府。李绛獲罪死，汉公未受牽連。累迁户部郎中、史馆修撰。文宗大和七年（833年），升遷為司封郎中。大和九年（835年）受杨虞卿案的株连，降为舒州（今安徽潜山县）刺史。后历任湖（今浙江吴兴县）、亳（今安徽省亳县）、苏（今江苏省苏州市）三州刺史。武宗會昌五年（845年）擢拔為桂管觀察使。大中元年五月，授浙東觀察使，转任户部侍郎，又任荆南节度使，回朝任工部尚书。被舉發在任荆南节度使任内有贪赃行为，降为秘书监，稍迁国子监祭酒。宣宗時，擢拔为同州刺史。给事中鄭裔綽、鄭公輿共奏杨汉公贪鄙无廉节，不可授以近辅重任，三次退回人事命令。杨汉公私下厚赂宣宗左右宦官。大中十三年（859年）宣宗不顾郑裔绰等三驳制书，貶裔綽出京任商州刺史，堅持楊漢公出任同州刺史。咸通二年（861年）升任宣武军节度使，後改任天平（今山东东平县）军节度使，咸通二年（861年）七月病卒於任上。赠尚书右仆射。

## 子孫
根據其題刻，楊漢公已知有三子：楊知本、楊知範、楊知儉。（三人與他們的堂兄楊知溫名中同有“知”字）